# ムネアカイカル
ムネアカイカル (Pheucticus ludovicianus)は、スズメ目フウキンチョウ科の鳥類。

## 分布
アメリカ大陸